# 毛叶芋兰
毛叶芋兰（学名：Nervilia plicata），又名紫花脉叶兰，是兰科芋兰属的植物。分布在孟加拉国、印度、越南、澳大利亚、老挝、印度尼西亚、马来西亚、菲律宾、泰国、锡金、缅甸、新几内亚岛以及中国大陆的香港、福建、广西、四川、广东、甘肃、云南等地，生长于海拔500米至1,000米的地区，多生长在林下和沟谷阴湿处，目前尚未由人工引种栽培。
种名 plicata 意为“折扇状的”、“有褶皱的”。